# Литературное радио
Литературное радио — российское Интернет-радио, полностью посвящённое современной русской литературе. Основано в 2007 году и ведёт вещание круглосуточно.
Согласно заявлениям инициаторов проекта Виктора Черненко, Дениса Сибельдина и Юрия Ракиты, целью Литературного радио является популяризация и информационная поддержка современной русской литературы и поэзии. Проект является некоммерческим и направлен на объединение всех литераторов различной эстетической и идеологической направленности в рамках одного культурного пространства.
Эфир Литературного радио состоит из записей литературных вечеров и других выступлений поэтов и прозаиков. Литературное радио освещает работу фестивалей русской поэзии, проходящих не только в России, но и в ближнем зарубежье. Кроме того, Литературное радио создаёт собственный контент в виде различных авторских программ. Например, программа Марии Галиной «Орбитальная станция» посвящена современной российской фантастике, программа Леонида Костюкова — короткой прозе, доктор филологических наук Светлана Бунина в своей программе «Частная коллекция» знакомит слушателей со своим личным взглядом на новейшую литературу, отбирая в ней «живое» — обладающее индивидуальностью, в полной мере отвечающее на вопрос «кто?». Программа "Пролиткульт" создается силами самих молодых поэтов,  и уже подготовила около сотни выпусков (к концу 2021 года). https://litradio.ru/prog/904.htm
Программа  "Шкатулка с визитками" посвящена писателям XX века, ее девизом является "неизвестное об известных", в программе звучат фрагменты из произведений писателей.  https://litradio.ru/prog/906.htm Автор и ведущая программы - писательница Анна Гранатова,
Совместно с московским Интернет-центром «Кафемакс» на Новослободской Литературное радио проводило ( до 2020г)  цикл литературных вечеров, транслирующихся в прямом эфире. Во время прямых эфиров радиослушатели могли участвовать в вечере, задавая участникам вопросы по электронной почте.
Сотрудничает с рядом выставочных центров, где проводятся презентации книг. Среди них "Дом Брюсова", Зверевский центр, галерея  на Ходынке и др.
Как «одно из самых интересных и многообещающих интернет-начинаний последних лет» охарактеризовал Литературное радио журнал «Знамя». Высокую оценку деятельность Литературного радио получила также в программе «Неформатные СМИ» проекта «Против течения (Энергичные люди)» телеканала «Петербург — Пятый канал».